# Harold Cardwell
Harold S. „Mad“ Cardwell (* 9. Januar 1940 in Cincinnati, Ohio; † 17. Dezember 2017) war ein US-amerikanischer Jazzmusiker (Schlagzeug, Perkussion), der vor allem in der Jazzszene von Indianapolis aktiv war.

## Leben und Wirken
Cardwell wuchs in Buffalo auf; ein Jugendfreund war Dr. Lonnie Smith, mit dem er gemeinsam in einer Drum-and-Bugle-Band spielte. Mitte der 1960er-Jahre trat er mit Smith und Jackie Ivory im Club Pink Poodle in der South Side von Indianapolis auf. Cardwell spielte ab den frühen 1970er-Jahren als Perkussionist bei Grant Green, auf dessen Blue-Note-Alben Visons und Shades of Green (1971) er zu hören ist.
Mit Mitgliedern der Green-Band, dem Vibraphonisten Billy Wooten und dem Organisten Emmanuel Riggins kehrte er nach Indianapolis zurück und spielte mit ihnen in der 19th Whole Band, aus der schließlich die Formation The Wooden Glass (gleichnamiges Album 1972) hervorging. In der Musikszene von Indianapolis arbeitete er außerdem mit dem Pianisten Dave Hepler (Birthday Wish, 1996). Im Bereich des Jazz war er zwischen 1971 und 1996 an sieben Aufnahmesessions beteiligt.